# トンプソン・コンテンダー
トンプソン・コンテンダーは、1967年にアメリカ合衆国で開発された後装式シングルアクション拳銃である。22口径ロングライフル弾から.45-70ガバメント弾まで幅広い弾丸を発射できることが特徴である。正式名称はトンプソン/センター・コンテンダーであるが、トンプソン・コンテンダーあるいは単にコンテンダーとしても知られる（以下、本記事ではコンテンダーとする）。

## 歴史
開発者のウォーレン・センターは1960年代から独自に中折式拳銃を開発していたといわれる。センターは1965年にK.W.トンプソン・ツール社に加わり、同社は2年後に、センターの構想を元に開発したトンプソン/センター・コンテンダーを発表した。コンテンダーは他の狩猟用大口径リボルヴァーより高価格であったが、狩猟用拳銃として人気を博した。銃身を交換するだけで複数種類の弾丸を使用できる汎用性と高い精度のためである。K.W.トンプソン・ツール社は、コンテンダーの販売戦略のために社名をトンプソン/センター・アームズ社に変更した。
発売当初は、22口径ロングライフル弾、38口径スペシャル弾、22口径レミントンジェット弾などの低反動の弾丸が使用されていたが、1970年代に入りマグナム弾が人気になると、それらを使用できるコンテンダーは銃マニアの中で非常に人気のある拳銃となった。

## 特徴
コンテンダーの最大の特徴は、銃身と本体フレームの接合方法である。フォアエンドで覆われている大きな蝶つがいピンを押し出すことにより銃身を取り外すことができ、口径の異なる銃身を蝶つがいピンで固定しフォアエンドを取り付けることで、異なる弾丸を使用することができるようになる。照準器とエキストラクターは銃身に付属しているため、本体フレーム自体はあらゆる弾丸に対応する。この機構のため、銃身と照準器等を一度に変更することが容易で、必要な工具はマイナスドライバーのみである。
本体フレームには、撃針が2本ついており、撃鉄のセレクターでリムファイアとセンターファイアを選択することができる。セレクターは安全装置も兼ねており、2本の撃針のどちらも撃発できない位置も選択できる。初期の設計では、リムファイアかセンターファイアをドライバーを使って設定できるだけで、安全装置の機能はなかった。
コンテンダーには二度の設計変更が施されたが、セレクターの形状で区別することができる。 当初の仕様ではセレクターが押しボタン式になっており、最初の変更ではトグルスイッチ式、二度目の変更では水平ボルト式となっている。 この3種類には、機関部にピューマの刻印が施されており、機関部に刻印のないG2コンテンダー（後述）と区別できる。ドライバーで撃針を選択する最初期型のコンテンダーにはピューマの刻印はない。
オリジナル・コンテンダーの引き金は引きしろを調整することができた。狩猟用にはトリガープルを重く、競技射撃用にはトリガープルを非常に軽くするなど自由に設定することができた。
オリジナル・コンテンダーでは、空薬莢を装填したまま空撃ちすると撃鉄が完全には戻らなくなるという安全機構があり、撃鉄を開放するためには中折れ機構を作動させる（装填操作を行う）必要があった。後のG2コンテンダーでは、撃鉄のセレクターを安全位置に設定しなければ空撃ちできなくなった。

## 銃身
コンテンダー用に製造された銃身には、6、8-3/4、10、12、14、16、21インチのものがあった。最長の21インチは530mmである。高反動の弾丸用銃身には一体型のマズルブレーキが装備された。オリジナルコンテンダーの銃身はG2コンテンダーにも装着可能であり、またG2コンテンダー用の銃身は製造番号が195000番以降のオリジナルコンテンダーにも装着できる。
1967年の発売当初は、8-3/4インチと10インチの八角型銃身のみであった。1967年末には6インチも追加され、1972年以降10インチ、12インチ、14インチなど様々な銃身長の丸形銃身が発売された。後に、14インチと16インチの「ブル・バレル」と呼ばれる肉厚銃身、16インチと21インチのカービン銃身も追加された。
銃身に付属する照準器は、当初はローサイトのみであったが、のちにローサイト、ハイサイト、スコープ装着前提の照準器無しタイプを選択できるようになった。銃身には、排莢機構としてエキストラクターかイジェクターまたはその両方が付属している場合があり、ボトムラグの形状も様々である。素材はステンレスまたはブルーフィニッシュを機関部に合わせて選択できる。

## ストック
ピストルグリップ、銃床、フォアエンドは、ウォールナット製のものか、反動を低減する複合素材のものが選択できた。銃身の形状（八角型か丸型か肉厚のブル型か）によって、フォアエンドは交換しなくてはいけない。 フォアエンドには銃身に固定するために1 - 2箇所にねじ穴が切ってある。フォアエンドは銃身だけでなく銃身と機関部を接続する蝶つがいピンも覆うようになっている。

## 弾丸
発売当初は、コンテンダーで使用できる入手可能な弾丸は、.308ウィンチェスター弾などのライフル弾程度であったが、最大内圧が48000CUP以内であれば、22口径ロングライフル弾から.30-30ウィンチェスター弾まで非常に多くの弾丸が使用できた。このため、ワイルドキャット・カートリッジの流行に一役買うことになった。

## G2コンテンダー
1998年に第二世代（G2、the Generation Two）コンテンダーが発表された。オリジナル・コンテンダーは第一世代（G1）コンテンダーとも呼ばれている。設計は基本的にオリジナルを踏襲しているが、引き金に新機構を導入している。このため、銃床とピストルグリップの形状は変更されており、オリジナルとの互換性はない。銃身とフォアエンドはオリジナルと互換するが、例外があり、G2用の前装式銃身はG2でしか使用できず、ヘレット社の銃身とフォアエンドはオリジナル・コンテンダーでしか使用できない。

## 登場作品
『Fate/Zero』
衛宮切嗣が30-06スプリングフィールド弾仕様で通常弾と起源弾の2つを使い分けている。時代設定的に30-06スプリングフィールド弾が使用出来るコンテンダーは無いため、改造銃では無い限りそもそも撃てない。
『The Last of Us Part II』
「狩猟用ピストル」の名称で登場する。
『ハード・ターゲット』
ランス・ヘンリクセン演じる殺人狩りゲーム集団のボス、エミール・フーションが使用。
『グランド・セフト・オートV』
ダーティーマネーアップデートPart2で、「マークスマンピストル」として登場。